# Aleksandar Živković (1977)
Aleksandar Živković (Servisch: Александар Живковић) (Surdulica, 28 juli 1977) is een voormalige Servische voetballer, die zijn loopbaan in 2011 afsloot in China. Hij speelde als middenvelder gedurende zijn carrière en kwam onder meer uit voor OFK Beograd, FK Obilić, Jubilo Iwata en Rad Beograd.

## Interlandcarrière
Živković speelde in 2001 twee interlands voor het toenmalige Joegoslavië. Hij vertegenwoordigde Servië als een van de drie dispensatiespelers bij de Olympische Spelen van 2008 in Peking. Daar werd de selectie onder leiding van bondscoach Miroslav Đukić uitgeschakeld in de groepsronde na nederlagen tegen Ivoorkust (2-4) en Argentinië (0-2), en een gelijkspel in de openingswedstrijd tegen Australië (1-1). Živković kwam in alle drie duels in actie.
1 Stojković ·
2 Jovanović ·
3 Kolarov ·
4 Kačar ·
5 Rajković ·
6 Pavlović ·
7 Smiljanić ·
8 Gulan ·
9 Rakić ·
10 D. Tošić ·
11 Tadić ·
12 Fejsa ·
13 Mrdaković ·
14 Živković ·
15 Tomović ·
16 Z. Tošić ·
17 Stamenković ·
18 Kaluđerović ·
Coach: Đukić